# Mohamed Hirèche
Mohamed Hirèche (en arabe : حيرش محمد ), né le 08 mars 1914 à Ammi Moussa (wilaya de Relizane, Algérie) et mort à Créteil en France le 28 avril 1982, est un haut cadre de l'éducation nationale algérienne. Il a été l'un des principaux acteurs de l'avènement du système éducatif d'Oran, la deuxième métropole de l'Algérie.

## Biographie
Après avoir obtenu sa licence en sciences à la faculté des Sciences d'Alger en 1935, il débute dans la carrière comme professeur des sciences naturelles en 1938 au grand lycée d'Alger (actuel Lycée Émir Abdelkader). Il fait un passage de deux années au lycée d'Annaba (1940) et d'une année au lycée Mostaganem en (1942). En 1948, il est recruté au lycée Lamoricière d'Oran,, (actuel Lycée Pasteur). Il y fera la rencontre de l'historien français Marc Ferro qui enseigna dans ce lycée de 1948 à 1958 . En 1952, il est installé proviseur au lycée de Tiaret. En 1957, Il retourne  à Oran, comme censeur du lycée Ardaillon (actuel Lycée Benbadis). Il milite au sein de l'Union démocratique du manifeste algérien (UDMA) avec Ferhat Abbas . Son engagement pour la cause nationale, et ses protestations contre le régime colonial, lui coûtèrent une suspension et une déportation en France, où il occupa un poste d'enseignant au Lycée Carnot.   
Juste après l'indépendance, il regagne son pays d'origine pour occuper le poste de proviseur du lycée Franco-musulman à Tlemcen (ancienne Médersa de Tlemcen). Par la suite, il fut nommé Inspecteur de l'Académie d'Oran en octobre 1962 où il organise la première rentrée scolaire de l’indépendance en collaboration avec d’autres cadres de l’éducation nationale algérienne, dont Bekhlouf Talahite. Il devint quatre années plus tard (1966) inspecteur général des sciences naturelles . La même année, il fut élu président de la Société de Géographie et d’Archéologie d’Oran.